# Pseudomegamphopus jassopsis
Pseudomegamphopus jassopsis is een vlokreeftensoort uit de familie van de Neomegamphopidae. De wetenschappelijke naam van de soort is voor het eerst geldig gepubliceerd in 1951 door K.H. Barnard.